# Шингарские Исады
Шингарские Исады — деревня в Междуреченском районе Вологодской области на реке Шингарь.
Входит в состав Ботановского сельского поселения, с точки зрения административно-территориального деления — в Ботановский сельсовет.
Расстояние по автодороге до районного центра Шуйского — 40 км, до центра муниципального образования Игумницева — 8 км. Ближайшие населённые пункты — Лаврентьево, Кузьминское, Новое.
По переписи 2002 года население — 2 человека.